# Schlosssee (Blankensee)
Der Schlosssee (polnisch: Jezioro Stolsko) ist ein Grenzsee bei Pampow im Landkreis Vorpommern-Greifswald (Mecklenburg-Vorpommern) und Stolec im Powiat Policki auf polnischer Seite.
Das Gewässer befindet sich im Gemeindegebiet von Blankensee und der polnischen Landgemeinde Dobra. Am östlichen Ufer des Sees liegt der Ort Stolec (Stolzenburg), der namensgebend für die polnische Bezeichnung des Sees war. Seine Größe beträgt etwa 65,3 Hektar. Die maximalen Ausdehnungen liegen bei 1580 mal 900 Metern. Im deutschen Teil, der vollständig im Naturschutzgebiet Gottesheide mit Schlosssee und Lenzener See liegt, befinden sich zwei kleine bewachsene Inseln. Am kaum über dem Seespiegelniveau liegenden Westufer schließen sich ein größeres, von Gräben durchzogenes Feuchtgebiet und Bruchwälder an. Nach Osten entwässert der See über den Aalgraben (polnisch Gunica).
In den 1990er Jahren wurde ein amerikanischer Bomber B-17G aus dem See geborgen, der seit dem 29. Mai 1944 als verschollen galt und einen Angriff auf die Werke für synthetische Kraftstoffherstellung in Pölitz flog.